# Elecciones al Parlasur de Argentina de 2015
Las elecciones al Parlasur de Argentina de 2015 se llevaron a cabo el 25 de octubre de ese año y fueron las primeras en realizarse en forma directa, desde que el órgano legislativo Mercosur iniciara sus actividades en 2007. Antes los parlamentarios del Mercosur se elegían en forma indirecta por los legisladores nacionales de los países miembros.
Se votaron 43 parlamentarios del Mercosur que representarán a la Argentina, según el acuerdo sellado con el resto de los países, que otorgó además a Brasil 75 bancas, a Venezuela 33, al Uruguay 18 y al Paraguay también 18.
Del total de parlamentarios electos, veinticuatro parlamentarios fueron elegidos en forma directa y por escrutinio mayoritario uninominal en cada uno de los distritos regionales autónomos del país (23 provincias y la Ciudad de Buenos Aires), mientras que los demás 19 parlamentarios fueron elegidos en forma directa y por escrutinio proporcional plurinominal tomando a todo el país como distrito único.
La elección fue ganada por el Frente para la Victoria, que obtuvo 26 de las 43 bancas en disputa (60%), seguido de Cambiemos con 12 bancas (27%), Unidos por una Nueva Alternativa (UNA) con 4 bancas (9%) y la Alianza Compromiso Federal con una banca (2%).
Los candidatos fueron seleccionados previamente en elecciones primarias abiertas y obligatorias (PASO) realizadas el 9 de agosto de 2015.
En 2019, a pedido del presidente Mauricio Macri, los presidentes de los países miembros del Mercosur firmaron un "Protocolo Adicional", disponiendo la suspensión de la elección directa de los parlamentarios del Mercosur, y su sustitución por legisladores nacionales. Pero el Protocolo nunca fue ratificado por el Congreso Nacional, razón por la cual la Cámara Nacional Electoral dispuso en 2019 que el mismo carecía de efectos legales para la Argentina hasta que no fuera ratificado, y que debía por lo tanto procederse a la elección de los parlamentarios del Mercosur tal como lo establece la ley vigente (Ley 27120), decisión que fue apelada a la Corte Suprema pero que el máximo tribunal aún no había resuelto en septiembre de 2023. Por esta razón la Cámara Nacional Electoral dispuso que en las elecciones generales de 2023 debían elegirse también parlamentarios del Mercosur, por voto directo y proporcional, en distrito único.

## Parlamentarios Nacionales
|  | 37,46 % |

|  | 34,03 % |

|  | 19,83 % |

|  | 3,91 % |

|  | 3,05 % |

|  | 1,72 % |

|  | 91,44 % |

|  | 7,83 % |

|  | 0,73 % |

|  | 81,07 % |

|  | 18,93 % |

|  | 100 % |

## Parlamentarios Regionales
|  | 36,10 % |

|  | 1,48 % |

|  | 37,58 % |

|  | 32,35 % |

|  | 0,91 % |

|  | 0,80 % |

|  | 0,35 % |

|  | 0,33 % |

|  | 0,30 % |

|  | 0,28 % |

|  | 35,32 % |

|  | 13,40 % |

|  | 1,93 % |

|  | 0,58 % |

|  | 0,46 % |

|  | 0,43 % |

|  | 0,26 % |

|  | 0,18 % |

|  | 0,09 % |

|  | 0,06 % |

|  | 17,39 % |

|  | 3,74 % |

|  | 0,36 % |

|  | 4,10 % |

|  | 2,26 % |

|  | 0,84 % |

|  | 0,06 % |

|  | 0,03 % |

|  | 0,02 % |

|  | 3,21 % |

|  | 0,64 % |

|  | 0,44 % |

|  | 1,08 % |

|  | 0,37 % |

|  | 0,26 % |

|  | 0,23 % |

|  | 0,23 % |

|  | 0,13 % |

|  | 0,02 % |

|  | 0,02 % |

|  | 0,02 % |

|  | 0,01 % |

|  | 0,01 % |

|  | 0,00 % |

|  | 88,40 % |

|  | 10,89 % |

|  | 0,71 % |

|  | 81,06 % |

|  | 18,94 % |

|  | 100 % |

### Resultados por provincia
|  | 37,33 % |

|  | 34,38 % |

|  | 20,75 % |

|  | 4,30 % |

|  | 3,23 % |

|  | 89,87 % |

|  | 9,59 % |

|  | 0,54 % |

|  | 82,78 % |

|  | 17,22 % |

|  | 100 % |

|  | 46,17 % |

|  | 22,62 % |

|  | 14,60 % |

|  | 7,93 % |

|  | 5,58 % |

|  | 3,11 % |

|  | 96,10 % |

|  | 3,31 % |

|  | 0,60 % |

|  | 78,33 % |

|  | 100 % |

|  | 55,75 % |

|  | 44,25 % |

|  | 72,93 % |

|  | 26,82 % |

|  | 0,25 % |

|  | 80,76 % |

|  | 19,24 % |

|  | 100 % |

|  | 53,62 % |

|  | 28,15 % |

|  | 14,40 % |

|  | 2,19 % |

|  | 1,20 % |

|  | 0,44 % |

|  | 94,88 % |

|  | 4,71 % |

|  | 0,41 % |

|  | 77,27 % |

|  | 22,73 % |

|  | 100 % |

|  | 42,77 % |

|  | 35,51 % |

|  | 18,60 % |

|  | 3,12 % |

|  | 72,59 % |

|  | 25,97 % |

|  | 1,44 % |

|  | 79,86 % |

|  | 20,11 % |

|  | 100 % |

|  | 49,87 % |

|  | 21,13 % |

|  | 18,33 % |

|  | 5,45 % |

|  | 2,95 % |

|  | 2,28 % |

|  | 94,90 % |

|  | 4,31 % |

|  | 0,79 % |

|  | 79,40 % |

|  | 20,60 % |

|  | 100 % |

|  | 52,34 % |

|  | 33,05 % |

|  | 14,61 % |

|  | 86,54 % |

|  | 13,04 % |

|  | 0,42 % |

|  | 79,05 % |

|  | 20,95 % |

|  | 100 % |

|  | 42,62 % |

|  | 41,15 % |

|  | 16,23 % |

|  | 82,48 % |

|  | 16,93 % |

|  | 0,59 % |

|  | 84,78 % |

|  | 15,28 % |

|  | 100 % |

|  | 72,99 % |

|  | 27,01 % |

|  | 88,51 % |

|  | 10,82 % |

|  | 0,68 % |

|  | 80,18 % |

|  | 19,82 % |

|  | 100 % |

|  | 60,21 % |

|  | 36,13 % |

|  | 3,66 % |

|  | 81,00 % |

|  | 18,22 % |

|  | 0,77 % |

|  | 84,34 % |

|  | 15,66 % |

|  | 100 % |

|  | 46,59 % |

|  | 39,67 % |

|  | 11,53 % |

|  | 2,20 % |

|  | 76,59 % |

|  | 22,63 % |

|  | 0,77 % |

|  | 82,04 % |

|  | 17,96 % |

|  | 100 % |

|  | 52,17 % |

|  | 40,75 % |

|  | 7,73 % |

|  | 2,35 % |

|  | 82,46 % |

|  | 16,76 % |

|  | 0,78 % |

|  | 77,68 % |

|  | 22,32 % |

|  | 100 % |

|  | 41,89 % |

|  | 29,58 % |

|  | 13,08 % |

|  | 11,11 % |

|  | 4,35 % |

|  | 91,91 % |

|  | 6,90 % |

|  | 1,19 % |

|  | 81,85 % |

|  | 18,15 % |

|  | 100 % |

|  | 65,78 % |

|  | 12,47 % |

|  | 9,04 % |

|  | 7,20 % |

|  | 5,34 % |

|  | 0,18 % |

|  | 82,70 % |

|  | 16,69 % |

|  | 0,61 % |

|  | 82,33 % |

|  | 17,67 % |

|  | 100 % |

|  | 29,06 % |

|  | 25,01 % |

|  | 18,21 % |

|  | 15,96 % |

|  | 8,39 % |

|  | 3,37 % |

|  | 84,82 % |

|  | 13,28 % |

|  | 1,90 % |

|  | 83,36 % |

|  | 16,64 % |

|  | 100 % |

|  | 57,80 % |

|  | 30,33 % |

|  | 6,63 % |

|  | 5,24 % |

|  | 66,98 % |

|  | 31,90 % |

|  | 1,13 % |

|  | 80,49 % |

|  | 19,51 % |

|  | 100 % |

|  | 42,31 % |

|  | 27,60 % |

|  | 22,80 % |

|  | 7,22 % |

|  | 87,37 % |

|  | 12,14 % |

|  | 0,49 % |

|  | 76,46 % |

|  | 23,54 % |

|  | 100 % |

|  | 56,02 % |

|  | 28,21 % |

|  | 15,77 % |

|  | 82,89 % |

|  | 16,37 % |

|  | 0,74 % |

|  | 83,73 % |

|  | 16,27 % |

|  | 100 % |

|  | 57,28 % |

|  | 27,50 % |

|  | 15,22 % |

|  | 73,12 % |

|  | 25,95 % |

|  | 0,93 % |

|  | 82,63 % |

|  | 17,37 % |

|  | 100 % |

|  | 48,80 % |

|  | 46,70 % |

|  | 4,50 % |

|  | 75,59 % |

|  | 23,37 % |

|  | 1,04 % |

|  | 77,59 % |

|  | 22,41 % |

|  | 100 % |

|  | 32,03 % |

|  | 30,58 % |

|  | 21,70 % |

|  | 10,41 % |

|  | 3,95 % |

|  | 1,33 % |

|  | 88,35 % |

|  | 10,42 % |

|  | 1,23 % |

|  | 77,87 % |

|  | 22,13 % |

|  | 100 % |

|  | 66,02 % |

|  | 19,07 % |

|  | 14,91 % |

|  | 91,23 % |

|  | 8,38 % |

|  | 0,39 % |

|  | 81,15 % |

|  | 18,85 % |

|  | 100 % |

|  | 42,32 % |

|  | 18,76 % |

|  | 17,74 % |

|  | 5,93 % |

|  | 5,49 % |

|  | 5,45 % |

|  | 4,32 % |

|  | 80,52 % |

|  | 16,46 % |

|  | 3,02 % |

|  | 75,08 % |

|  | 24,92 % |

|  | 100 % |

|  | 51,24 % |

|  | 33,20 % |

|  | 12,52 % |

|  | 3,03 % |

|  | 81,45 % |

|  | 17,94 % |

|  | 0,61 % |

|  | 82,80 % |

|  | 17,20 % |

|  | 100 % |

## Detención de la parlamentaria Milagro Sala
El 16 de enero de 2016 fue detenida en la provincia de Jujuy la parlamentaria electa Milagro Sala, ella debía jurar el 12 de diciembre de 2015 junto a los demás parlamentarios y decidió no asistir. Al ser detenida quedó imposibilitada de asumir posteriormente.
El acto generó un conflicto de carácter nacional e internacional, en el que han intervenido la Corte Interamericana de Derechos Humanos y las Naciones Unidas. Diversas organizaciones de derechos humanos y sociales, nacionales e internacionales, han exigido la libertad inmediata de Milagro Sala al presidente Mauricio Macri y al gobernador de Jujuy Gerardo Morales, ambos pertenecientes a la alianza oficialista Cambiemos. Ambos se han excusado de intervenir argumentando que se trata de una decisión del poder judicial de Jujuy, que debe ser cumplida.